# Shanjuan Dong
Shanjuan Dong (kinesiska: 善卷洞) är en fornlämning i Kina. Den ligger i provinsen Jiangsu, i den östra delen av landet, omkring 120 kilometer sydost om provinshuvudstaden Nanjing.
Runt Shanjuan Dong är det tätbefolkat, med 286 invånare per kvadratkilometer. Närmaste större samhälle är Zhangzhu, 5,0 km sydväst om Shanjuan Dong. Trakten runt Shanjuan Dong består till största delen av jordbruksmark.
Genomsnittlig årsnederbörd är 1 542 millimeter. Den regnigaste månaden är juli, med i genomsnitt 268 mm nederbörd, och den torraste är december, med 50 mm nederbörd.